# مبادرة الحزام والطريق
حزام واحد، طريق واحد وتسمى أيضًا مبادرة الحزام والطريق (بالصينية: 丝绸之路经济带和21世纪海上丝绸之路) واختصاراً (بالصينية: 一带一路)، كما تعرف أيضًا بـ طريق الحرير الجديد، هي مبادرة صينية قامت على أنقاض طريق الحرير في القرن التاسع عشر من أجل ربط الصين بالعالم، لتكون أكبر مشروع بنية تحتية في تاريخ البشرية.
تم دمج المبادرة في دستور جمهورية الصين الشعبية في عام 2017، وتصف الحكومة الصينية المبادرة بأنها «محاولة لتعزيز الاتصال الإقليمي واحتضان مستقبل أكثر إشراقًا».  وتاريخ الانتهاء المستهدف للمشروع هو عام 2049 والذي سيتزامن مع الذكرى المئوية لتأسيس جمهورية الصين الشعبية. 

## الأهداف

### لمحة تاريخية على اقتصاد الصين
عام 1820 كان الاقتصاد الصّيني هو الاقتصاد الأكبر في العالم، لكن الثّورات الصّناعيّة في الغرب أنهت هذا التّفوق من خلال الفترة (1820 - 1978)، حيث انحسر الاقتصاد الصّيني (لمقياس النّاتج المحلي)، كنسبة مئويّة من الاقتصاد العالمي بشكل مستمر ووصل إلى أدنى مستوياته خلال الفترة (1952 - 1978).

خارطة توضح الرؤية الأولية للمبادرة

### خلفية
كُشف عن مبادرة شي جين بينغ في سبتمبر وأكتوبر 2013، خلال زيارات إلى كازاخستان وأندونيسيا، وتمت تتويج ذلك من قبل رئيس الوزراء لي كه تشيانغ خلال الزّيارات الرّسميّة إلى آسيا وأوروبا. وكان التركيز الأول على الاستثمار في البنية التّحتيّة، والتّعليم ومواد البناء، والسّكك الحديديّة والطّرق السّريعة، والسّيارات والعقارات، وشبكة الطّاقة والحديد والصّلب.
الأهداف المعلنة هي "بناء سوق كبير موحد والاستفادة الكاملة من الأسواق الدولية والمحلية، من خلال التبادل الثقافي والتكامل، لتعزيز التفاهم والثقة المتبادلة بين الدول الأعضاء، وينتهي الأمر بنمط مبتكر مع تدفقات رأس المال وتجمع المواهب. وقاعدة بيانات التكنولوجيا.
تعالج مبادرة الحزام والطريق «فجوة البنية التحتية» وبالتالي لديها القدرة على تسريع النمو الاقتصادي عبر منطقة آسيا والمحيط الهادئ وأفريقيا ووسط وشرق أوروبا، يقدر تقرير من مجلس المعاشات العالمي (WPC) أن آسيا - باستثناء الصين - تتطلب ما يصل إلى 900 مليار دولار من استثمارات البنية التحتية سنويًا على مدى العقد المقبل وبنسبة 50٪ أعلى من معدلات الإنفاق الحالية على البنية التحتية. تفسر الحاجة المتزايدة لرأس المال طويل الأجل، وقد عبّر العديد من رؤساء دول آسيا وأوروبا الشرقية بسرور عن اهتمامهم بالانضمام إلى هذه المؤسسة المالية الدولية الجديدة التي تركز فقط على «الأصول الحقيقية» والنمو الاقتصادي المدفوع بالبنية التحتية.
تُدرج بعض التقديرات مبادرة الحزام والطريق كواحدة من أكبر مشاريع البنية التحتية والاستثمارات في التاريخ، والتي تغطي أكثر من 68 دولة، بما في ذلك 65٪ من سكان العالم و40٪ من الناتج المحلي الإجمالي العالمي اعتبارًا من عام 2017.
يبني المشروع على طرق التجارة القديمة التي كانت تربط الصين بالغرب، وطرق ماركو بولو وابن بطوطة في الشمال وطرق الرحلات الاستكشافية البحرية لسلالة مينج الأدميرال تشنغ هي في الجنوب. وتشير مبادرة الحزام والطريق الآن إلى المنطقة الجغرافية بأكملها لطريق التجارة التاريخي «طريق الحرير» والذي تم استخدامه باستمرار في العصور القديمة. تطوير الرينمينبي كعملة للمعاملات الدولية وتطوير البنى التحتية للدول الآسيوية، وتقوية العلاقات الدبلوماسية مع تقليل الاعتماد على الولايات المتحدة وخلق أسواق جديدة للمنتجات الصينية، وتصدير القدرة الصناعية الفائضة، ودمج البلدان الغنية بالسلع بشكل أوثق في الاقتصاد الصيني كلها أهداف مبادرة الحزام والطريق.
بينما تنظر بعض الدول إلى المشروع بشكل نقدي بسبب النفوذ الصيني المحتمل، يشير البعض الآخر إلى إنشاء محرك نمو عالمي جديد من خلال ربط آسيا وأوروبا وأفريقيا معًا وتقريبهما.
كانت إيطاليا الدولة الصناعية في مجموعة الدول الصناعية السبع شريكًا في تطوير المشروع منذ مارس 2019، ووفقًا للتقديرات فإن المشروع بأكمله يؤثر اليوم على أكثر من 60٪ من سكان العالم وحوالي 35٪ من الاقتصاد العالمي، ويمكن أن تمثل التجارة على طول طريق الحرير ما يقرب من 40٪ من إجمالي التجارة العالمية، حيث يتم أغلبها عن طريق البحر، ويبدو أيضًا أن الطريق البري لطريق الحرير يظل مشروعًا متخصصًا من حيث حجم النقل في المستقبل.
في طريق الحرير البحري الذي يعد الطريق لأكثر من نصف جميع الحاويات في العالم، يتم توسيع موانئ المياه العميقة، وبناء مراكز لوجستية وإنشاء طرق مرور جديدة في المناطق النائية، حيث يمتد طريق الحرير البحري بوصلاته من الساحل الصيني إلى الجنوب عبر هانوي إلى جاكرتا وسنغافورة وكوالالمبور عبر مضيق ملقا عبر سريلانكا كولومبو باتجاه الطرف الجنوبي للهند عبر مالي عاصمة جزر المالديف إلى مومباسا شرق إفريقيا من هناك إلى جيبوتي ثم عبر البحر الأحمر عبر قناة السويس إلى البحر الأبيض المتوسط، وهناك عبر حيفا واسطنبول وأثينا إلى منطقة البحر الأدرياتيكي العليا إلى مركز ترييستي بشمال إيطاليا بمينائها الدولي المجاني وسكك الحديد وصلات لأوروبا الوسطى وبحر الشمال.
نتيجة لذلك ترتبط بولندا ودول البلطيق وأوروبا الشمالية ووسط أوروبا أيضًا بطريق الحرير البحري وترتبط لوجستيًا بشرق إفريقيا والهند والصين عبر موانئ البحر الأدرياتيكي وبيرايوس. وبشكل عام سيتم إعادة تنظيم وصلات السفن لنقل الحاويات بين آسيا وأوروبا. على عكس حركة المرور الأطول في شرق آسيا عبر شمال غرب أوروبا، فإن الطريق البحري الجنوبي عبر قناة السويس باتجاه تقاطع ترييستي يقصر نقل البضائع بأربعة أيام على الأقل.

### اسم المشروع
الاسم الرسمي للمبادرة هو الحزام الاقتصادي لطريق الحرير وإستراتيجية تطوير طريق الحرير البحري للقرن الحادي والعشرين (丝绸之路经济带和21世纪海上丝绸之路发展战略). والذي تم اختصاره في البداية باسم One Belt One Road أو إستراتيجية الحزام والطريق. وتم تغيير الترجمة الإنجليزية إلى مبادرة الحزام والطريق (BRI) منذ عام 2016 عندما اعتبرت الحكومة الصينية أن التركيز على كلمتي «واحد» و«إستراتيجية» كان عرضة لسوء التفسير، لذا فقد اختاروا المصطلح الأكثر شمولاً «مبادرة» في ترجمتها. ومع ذلك لا يزال مصطلح «حزام واحد طريق واحد» هو المصطلح المرجعي في وسائل الإعلام باللغة الصينية.

### علاقات دولية
يعتقد بعض المحللين أن مبادرة الحزام والطريق وسيلة لتوسيع النفوذ الاقتصادي والسياسي الصيني. صاغ بعض المحللين الجيوسياسيين مبادرة الحزام والطريق في سياق نظرية قلب هالفورد ماكيندر، حيث لاحظ العلماء أن وسائل الإعلام الرسمية لجمهورية الصين الشعبية تحاول إخفاء أي أبعاد إستراتيجية لمبادرة الحزام والطريق كدافع. وقد استثمرت الصين بالفعل مليارات الدولارات في العديد من دول جنوب آسيا مثل باكستان ونيبال وسريلانكا وبنجلاديش وأفغانستان لتحسين بنيتها التحتية الأساسية، مع ما يترتب على ذلك من آثار على نظام التجارة الصيني وكذلك نفوذها العسكري.
برزت الصين كواحدة من أسرع مصادر الاستثمار الأجنبي المباشر نموًا في الهند - فقد احتلت المرتبة 17 في عام 2016 بعد أن كانت في المرتبة 28 في عام 2014 والمرتبة 35 في عام 2011، وفقًا لتصنيف الهند الرسمي لتدفقات الاستثمار الأجنبي المباشر.

### المناطق الغربية
تشمل أهداف مبادرة الحزام والطريق بناء الدولة الداخلية واستقرار الاضطرابات العرقية لمناطقها الغربية الداخلية الشاسعة مثل شينجيانغ ويوننان، وربط هذه المناطق الأقل نموًا، مع زيادة تدفقات التجارة الدولية التي تسهل تكاملًا اقتصاديًا أوثق مع قلب الصين الداخلي.

## التّأثير على الشّرق الأوسط
تشير الخطط الأوليّة المبادرة أنّ الخطوط التي تم تبنيها وهي ستة خطوط، يمر نصفها أو ينتهي على ضفاف المتوسط. ولعل أكثر مايميّز السّياسة الخارجيّة الصّينيّة في الشّرق الأوسط هو تركيزها على تهدئة المنطقة التي توصف عادة بعدم الاستقرار، بسبب الحروب والثّورات الدّاخليّة، عن طريق دعم الأنظمة الحاكمة بغض النّظر عن طبيعتها من النّاحيّة الإيديولوجيّة أو العرقيّة أو الطائفيّة والأهم تأمين أكبر قدر ممكن من الاستقرار الأمني.

## المراحل
أهم المراحل التي ستمر بها المشاريع التي تندرج تحت المبادرة تلخص بست مراحل وهي:
1. الجسر القاري الأوراسي الجّديد

. The New Eurasia Land Bridge Economic CorridorCorridor.
1. ممر الصّين - منغوليا - روسيا. The China-Mangolia-Russia Economic Corridor.
2. ممر الصّين - شبه الجزيرة الهندية. China-Indochina Peninsula Economic Corridor.
3. ممر الصّين - آسيا الوسطى - غرب آسيا. China-centralAsia-West Asia Economic Corridor.
4. ممر الصّين - باكستان. China-Pakistan Economic Corridor.
5. ممر الصّين - بنغلاديش - الهند - ميانمار. Banngladesh-China-India-Myanmar Economic Corridor.[9]

## المحاور والأهداف
المبادرة تضمنت عدة محاور:

### المحور التّجاري
الصّين ترغب بالمحافظة على أسواق التّصدير، وفتح أسواق تصدير جديدة، فتتحول هذه المبادرة تدريجياً إلى تحالفات تجاريّة ترسخ مكانة الصّين تجارياً بشكل مستدام، ففي عام 2017 بدأت الصّين تجني أرباح هذه المبادرة فارتفعت صادراتها إلى الدّول التي تقع ضمن المسارين (الحزام والطريق) بنسبة 16٪، ونمت وارداتها بنسبة 27٪، وزيادة الواردات بدوره يؤدي لزيادة الإنفاق وتعزيز اقتصادها.

### المحور النقدي
محور هام جداً، إذ تسعى الصّين لزيادة التّبادل التّجاري بالعملة الصّينيّة، ومن فوائدها تقليل تكلفة التّبادل التّجاري، وتقليل وقت التّسويّة (قياساً بالتّعامل باليورو أو بالدولار)، وتقليل مخاطر تقلبات أسعار الصّرف بالنّسبة لشركاتها.
وتروج الصّين لاستخدام (اليوان) في التّعاملات التّجاريّة والمشاريع، حيث أن اتساع استخدام عملتها يجعلها عملة احتياطي وعملة صعبة.
ومن بين جهود الصّين أيضاً فتح بورصة لتداول عقود النّفط باليوان الصّيني، لذا فإنّ (اليوان الصيني يهدد الدولار)، من جهة لإنّ الصّين أكبر مالك للاحتياطات الأجنبية ب 3 تريليون الدولار، ومن جهة أخرى لأنّ 10,92 من احتياطات الدّول لدى صندوق النّقد باليوان، لذا فهو الثّالث بين العملات الأكثر استخداماً كاحتياطي لدى صندوق النّقد. والجّدير بالذّكر أنّ وحدات السّحب الخاصة تتألف من 5 عملات:
- الدولار $ بنسبة 41,73٪.
- اليورو € بنسبة 30.39٪.
- اليوان ￥ بنسبة 10,98٪.
- الين الياباني ¥ بنسبة 8,33٪.
- الجّنيه الاسترليني £ بنسبة 8,09٪.

### المحور الجيوسياسي
شكلياً، تهدف المبادرة إلى إحياء طرق التّجارة القديمة البريّة والبحريّة، ولكن في باطنها فإن المسارات تستهدف كتلة بشريّة هائلة، والغريب في الأمر أنّ المسارين البري (الحزام) والبحري (الطريق) تلافيا إلى حد كبير المرور بمدن وموانئ عربيّة، وعلى الرّغم من مرور المسار البحري من (قناة السويس والبحر الأحمر)، إلا أنّ المسار لايقف عند أي من الموانئ الخليجيّة العربيّة، إلا أن بعض الخرائط التّفصيليّة تشير إلى أنّ ميناء السّويس المصري قد يكون من أحد المرافئ ضمن المسار! ... من هنا يأتي الاعتقاد أنّ المسار البحري وحتّى البري تم تصميمهم أيضاً لأهداف جيوسياسية قد تولد تحالفات من نوع ٱخر بعيداً عن التّجارة.

## القيادة
تم تشكيل مجموعة قيادية في وقت ما في أواخر عام 2014 وتم الإعلان عن تشكيلتها القيادية في 1 فبراير 2015. حيث تقدم هذه اللجنة التوجيهية تقاريرها مباشرة إلى مجلس الدولة لجمهورية الصين الشعبية وتتألف من العديد من الشخصيات السياسية ذات الثقل، مما يدل على أهمية البرنامج للحكومة. وتم تعيين نائب رئيس مجلس الدولة تشانغ قاولي الذي كان أيضًا عضوًا في اللجنة الدائمة للمكتب السياسي المكونة من 7 رجال زعيمًا للمجموعة وعين وانغ هونينغ ووانغ يانغ ويانغ جينغ ويانغ جيتشي نوابًا للزعماء.
في 28 مارس 2015 حدد مجلس الدولة الصيني المبادئ والإطار والمجالات الرئيسية لآليات التعاون والتعاون فيما يتعلق بالمبادرة، وتعتبر مبادرة الحزام والطريق عنصرًا استراتيجيًا في السياسة الخارجية لجمهورية الصين الشعبية، وقد تم دمجها في دستورها في عام 2017.

## التمويل
حذرت مديرة صندوق النّقد الدولي كريستين لاغارد من مخاوف دين محتملة للدول الشّريكة في المشروعات المشتركة، وأشارت في مؤتمر عن المبادرة في بكين أنّ أحد التّحديات هو ضمان وصول (الحزام والطّريق فقط أينما اقتضت الحاجة، والثّاني هو التّركيز على سياسات ماليّة سليمة.
وكانت قد تعهدت الصّين بتخصيص 126 مليار دولار للخطة الطموحة. واعتمدت هذه المبادرة أيضاً على أن تقوم كل دولة مشاركة لتمويل مشاريع البنية التّحتيّة التي تمر بها بنفسها، وتقوم بنوك أنشأت لهذا الغرض بتقديم قروض للتمويل، وأهمها:
- البنك الآسيوي للاستثمار في البنية التحتية AIBB.
- صندوق طريق الحرير SRF.[9]

### البنك الآسيوي للاستثمار في البنية التحتية (AIIB)
تم اقتراح البنك الآسيوي للاستثمار في البنية التحتية لأول مرة في أكتوبر 2013 وهو بنك تنمية مخصص لإقراض مشاريع البنية التحتية، واعتبارًا من عام 2015 أعلنت الصين عن مشاريع البنية التحتية قيد التخطيط أو التنفيذ بتكلفة أكثر من تريليون يوان (160 مليار دولار أمريكي).
تتمثل الأهداف الأساسية للبنك الآسيوي للاستثمار في البنية التحتية في تلبية احتياجات البنية التحتية الآخذة في التوسع عبر آسيا وتعزيز التكامل الإقليمي وتعزيز التنمية الاقتصادية وتحسين وصول الجمهور إلى الخدمات الاجتماعية.
تم التوقيع على بنود اتفاقية (الإطار القانوني) للبنك الآسيوي للاستثمار في البنية التحتية (AIIB) في بكين في 29 يونيو 2015، حيث يبلغ رأس المال المصرح به للبنك المقترح 100 دولار مليار 75٪ منها سيأتي من آسيا وأوقيانوسيا. وستكون الصين أكبر مساهم منفرد حيث تمتلك 26.63٪ من حقوق التصويت. ويعد مجلس المحافظين أعلى هيئة لصنع القرار في البنك الآسيوي للاستثمار في البنية التحتية، وقد بدأ البنك العمل في 16 يناير 2016 ووافق على أول أربعة قروض في يونيو.

### صندوق طريق الحرير
في نوفمبر 2014 أعلن Xi Jinping عن 40 بليون دولارًا أمريكيًا لصندوق تنمية سيكون منفصلاً عن البنوك وليس جزءًا من استثمار المر الاقتصادي الصيني الباكستاني، وسوف يستثمر صندوق طريق الحرير في الأعمال التجارية بدلاً من إقراض المشاريع. والمشروع الأول هو مشروع كاروت للطاقة الكهرومائية الذي يبعد 50 كيلومتر (31 ميل) من إسلام أباد ووعدت الحكومة الصينية بتزويد باكستان بما لا يقل عن 350 دولارًا أمريكيًا مليون بحلول عام 2030 لتمويل هذه المحطة. بدأت شركة Sanxia Construction Corporation عملها في يناير 2016.

### القدرة على تحمل الديون
بحسب كارمن راينهارت كبيرة الاقتصاديين في البنك الدولي، فإن 60٪ من القروض من البنوك الصينية موجه إلى البلدان النامية حيث يتم التفاوض على القروض السيادية ثنائياً وفي السر، وتدعم القروض بضمانات مثل الحقوق في منجم أو ميناء أو أموال، ويستخدم النقاد مصطلح دبلوماسية فخ الديون للإشارة إلى أن الصين تمد عن قصد الائتمان المفرط إلى بلد مدين بنية مزعومة لانتزاع تنازلات اقتصادية أو سياسية من الدولة المدينة عندما تصبح غير قادرة على الوفاء بالتزامات ديونها (غالبًا ما يكون الإقراض القائم على الأصول بما في ذلك البنية التحتية)، وغالبًا ما لا يتم الإعلان عن شروط القروض وعادة ما تستخدم الأموال المقترضة للدفع للمقاولين من الدولة الدائنة.
بالنسبة للصين نفسها يشك تقرير صادر عن وكالة فيتش للتصنيف الائتماني في قدرة البنوك الصينية على التحكم في المخاطر حيث ليس لديها سجل جيد لتخصيص الموارد بكفاءة في الداخل، وقد يؤدي هذا إلى مشاكل جديدة في جودة الأصول للبنوك الصينية مصدر معظم التمويل.
أقترح بعض العلماء أن المناقشات النقدية حول تطور مبادرة الحزام والطريق واحتياجاتها التمويلية تتجاوز «فخ الديون»، حيث يتعلق هذا بالطبيعة الشبكية للمراكز المالية والدور الحيوي لخدمات الأعمال المتقدمة (مثل القانون والمحاسبة) التي تعرض الوكلاء والمواقع (مثل شركات المحاماة والمنظمين الماليين والمراكز الخارجية) التي تكون بشكل عام أقل وضوحًا في التحليل الجيوسياسي، لكنها حيوية في تمويل مبادرة الحزام والطريق.
أوقفت جائحة فيروس كورونا 2019–20 بعض المشاريع عن العمل بينما تم إلغاء بعضها؛ وتم التركيز على المشاريع التي كانت بالفعل ذات جدوى اقتصادية مشكوك فيها قبل الوباء، وتعد العديد من القروض المتفق عليها في حالة تخلف فني عن السداد أو اقتربت من ذلك، حيث شهدت العديد من البلدان المدينة التي تعتمد على تصدير السلع انخفاضًا في الطلب عليها. وبدأت بعض البلدان المدينة في التفاوض لتأجيل المدفوعات المستحقة. وعلى وجه الخصوص فإن القارة الأفريقية مدينة بنحو 145 مليار دولار معظمها يتعلق بمشاريع BRI مع استحقاق 8 مليارات دولار في عام 2020، ويطالب العديد من القادة في القارة بإعفاء الديون وتتوقع الإيكونوميست موجة من التخلف عن السداد على هذه القروض.

## شبكات البنية التحتية
تدور مبادرة الحزام والطريق حول تحسين البنية التحتية المادية من خلال الممرات البرية التي تعادل تقريبًا طريق الحرير القديم، وهناك أيضًا طريق الحرير البحري، تغطي ممرات البنية التحتية حوالي 60 دولة بشكل أساسي في آسيا وأوروبا ولكن أيضًا بما في ذلك أوقيانوسيا وشرق إفريقيا، وستكلف ما يقدر بـ 4-8 تريليون دولار أمريكي، وقد تناقضت هذه المبادرة مع الترتيبات التجارية المتمركزة من الولايات المتحدة عبر الشراكة العابرة للمحيط الهادئ الشراكة التجارية والاستثمارية العابرة للأطلسي، وتتلقى مشاريع المبادرة دعمًا ماليًا من صندوق طريق الحرير البنك الآسيوي للاستثمار في البنية التحتية بينما يتم تنسيقها تقنيًا بواسطة منتدى قمة B&R.
تشمل الممرات البرية:
- الجسر البري الجديد الأوراسي الذي يمتد من غرب الصين إلى غرب روسيا عبر كازاخستان، ويتضمن سكة حديد طريق الحرير عبر منطقة سنجان ذاتية الحكم في الصين وكازاخستان وروسيا وبيلاروسيا وبولندا وألمانيا.
- ممر آخر من شمال الصين عبر منغوليا إلى الشرق الأقصى الروسي دخل صندوق الاستثمار المباشر الروسي الذي أسسته الحكومة الروسية ومؤسسة الاستثمار الصينية، وهي وكالة استثمار حكومية صينية في شراكة في عام 2012 لإنشاء صندوق الاستثمار الروسي الصيني، الذي يركز على الفرص في التكامل الثنائي.
- ممر الصين - آسيا الوسطى - غرب آسيا والذي سيمتد من غرب الصين إلى تركيا.
- ممر شبه جزيرة الصين والهند الصينية والذي سيمتد من جنوب الصين إلى سنغافورة.
- الممر الاقتصادي الصيني الباكستاني بتكلفة 62 مليار دولار أمريكي لتمويل مجموعة من مشاريع البنية التحتية في جميع أنحاء باكستان والتي تهدف إلى التحديث السريع لشبكات النقل الباكستانية والبنية التحتية للطاقة والاقتصاد.

### الحزام الاقتصادي لطريق الحرير

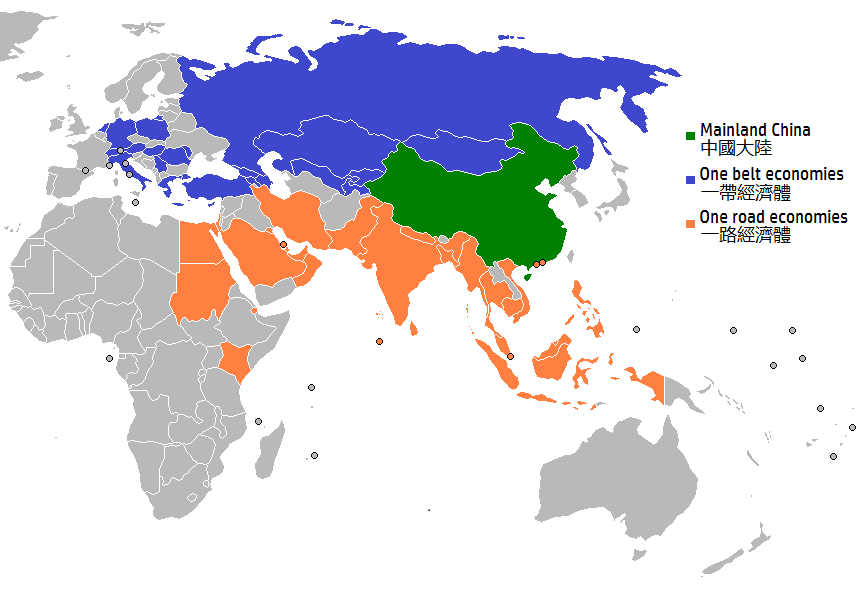
اقتصاديات الحزام والطريق من خطتها الأولية

زار شي جين بينغ نور سلطان، كازاخستان، وجنوب شرق آسيا في سبتمبر وأكتوبر 2013، واقترح بشكل مشترك بناء منطقة اقتصادية جديدة، الحزام الاقتصادي لطريق الحرير (Chinese) يشمل «الحزام» البلدان الواقعة على طريق الحرير الأصلي عبر آسيا الوسطى وغرب آسيا والشرق الأوسط وأوروبا. وستخلق المبادرة منطقة اقتصادية متماسكة من خلال بناء كل من البنية التحتية الصلبة مثل خطوط السكك الحديدية والطرق والبنية التحتية اللينة مثل الاتفاقيات التجارية وهيكل قانوني تجاري مشترك مع نظام قضائي لمراقبة الاتفاقيات.  سيزيد التبادل الثقافي ويوسع التجارة. إلى جانب منطقة تشبه إلى حد كبير طريق الحرير التاريخي، يشمل التوسع جنوب آسيا وجنوب شرق آسيا.
العديد من الدول في هذا الحزام هي أيضًا أعضاء في البنك الآسيوي للاستثمار في البنية التحتية الذي تقوده الصين (AIIB).
تم اقتراح ثلاثة أحزمة حيث سيمر الحزام الشمالي عبر آسيا الوسطى وروسيا إلى أوروبا، ويمر الحزام المركزي عبر آسيا الوسطى وغرب آسيا إلى الخليج العربي والبحر الأبيض المتوسط، فيما يمتد الحزام الجنوبي من الصين عبر جنوب شرق آسيا وجنوب آسيا وإلى المحيط الهندي عبر باكستان. وستدمج الإستراتيجية الصين مع آسيا الوسطى من خلال برنامج البنية التحتية نورلي زول في كازاخستان.

### طريق الحرير البحري للقرن الحادي والعشرين

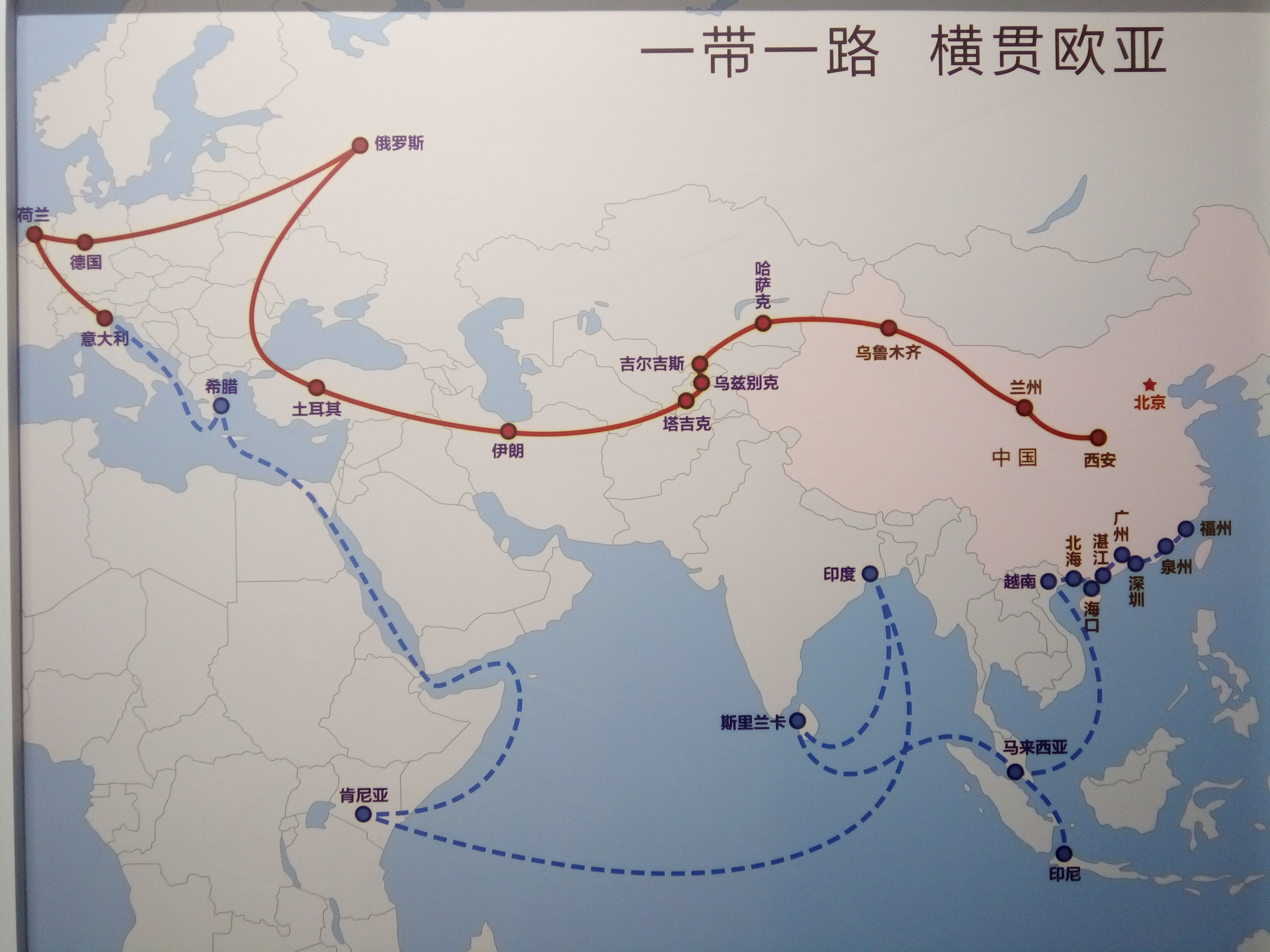
مخطط طريق الحرير بفرعه البحري

«طريق الحرير البحري للقرن الحادي والعشرين» (بالصينية: 21 世纪 海上 丝绸之路)، أو طريق الحرير البحري فقط، هو «ممر» الطريق البحري.  وهي مبادرة تكميلية تهدف إلى الاستثمار وتعزيز التعاون في جنوب شرق آسيا وأوقيانوسيا وأفريقيا من خلال العديد من المسطحات المائية المتجاورة وهي: بحر الصين الجنوبي، وجنوب المحيط الهادئ، ومنطقة المحيط الهندي الأوسع. وقد تم اقتراحه لأول مرة في أكتوبر 2013 من قبل شي جين بينغ في خطاب ألقاه أمام البرلمان الإندونيسي، وكما هو الحال مع مبادرة الحزام الاقتصادي لطريق الحرير انضمت معظم الدول الأعضاء إلى البنك الآسيوي للاستثمار في البنية التحتية.
يمتد طريق الحرير البحري مع روابطه من الساحل الصيني إلى الجنوب عبر هانوي إلى جاكرتا وسنغافورة وكوالالمبور عبر مضيق ملقا عبر سريلانكا كولومبو مقابل الطرف الجنوبي للهند عبر مالي، عاصمة جزر المالديف، إلى مومباسا شرق إفريقيا، من هناك إلى جيبوتي، ثم عبر البحر الأحمر عبر قناة السويس إلى البحر الأبيض المتوسط، هناك عبر حيفا وإسطنبول وأثينا إلى أعالي البحر الأدرياتيكي إلى تقاطع تريست بشمال إيطاليا مع مينائها الدولي المجاني وخطوط السكك الحديدية. إلى وسط أوروبا وبحر الشمال.

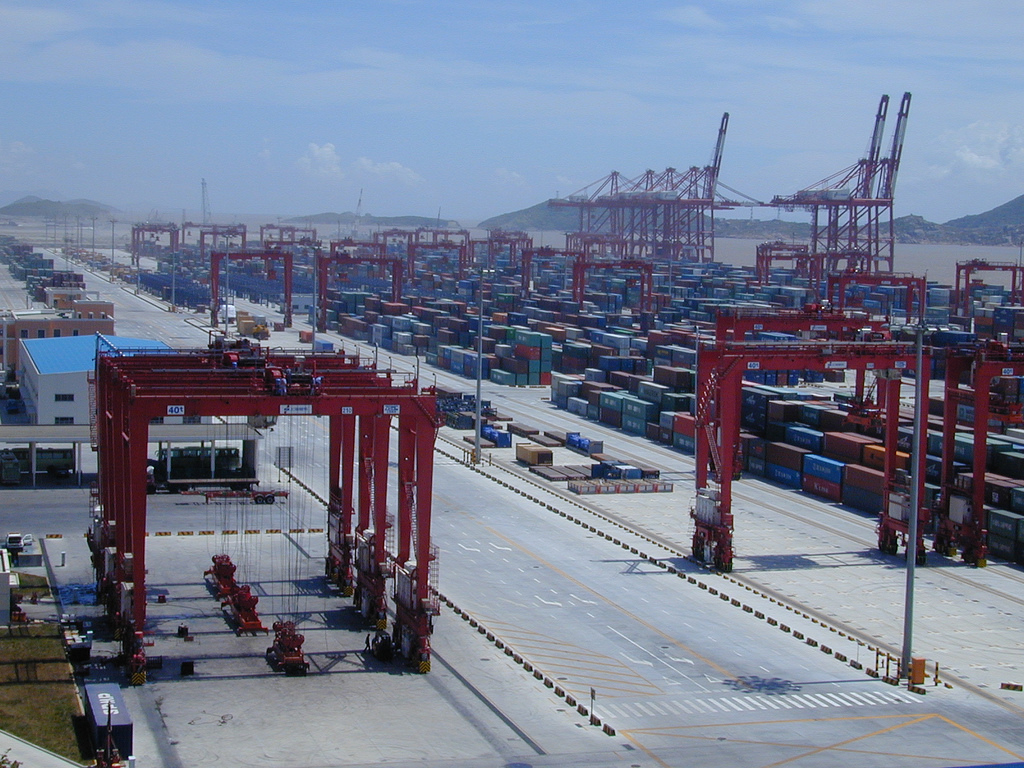
ميناء يانغشان في شنغهاي، الصين

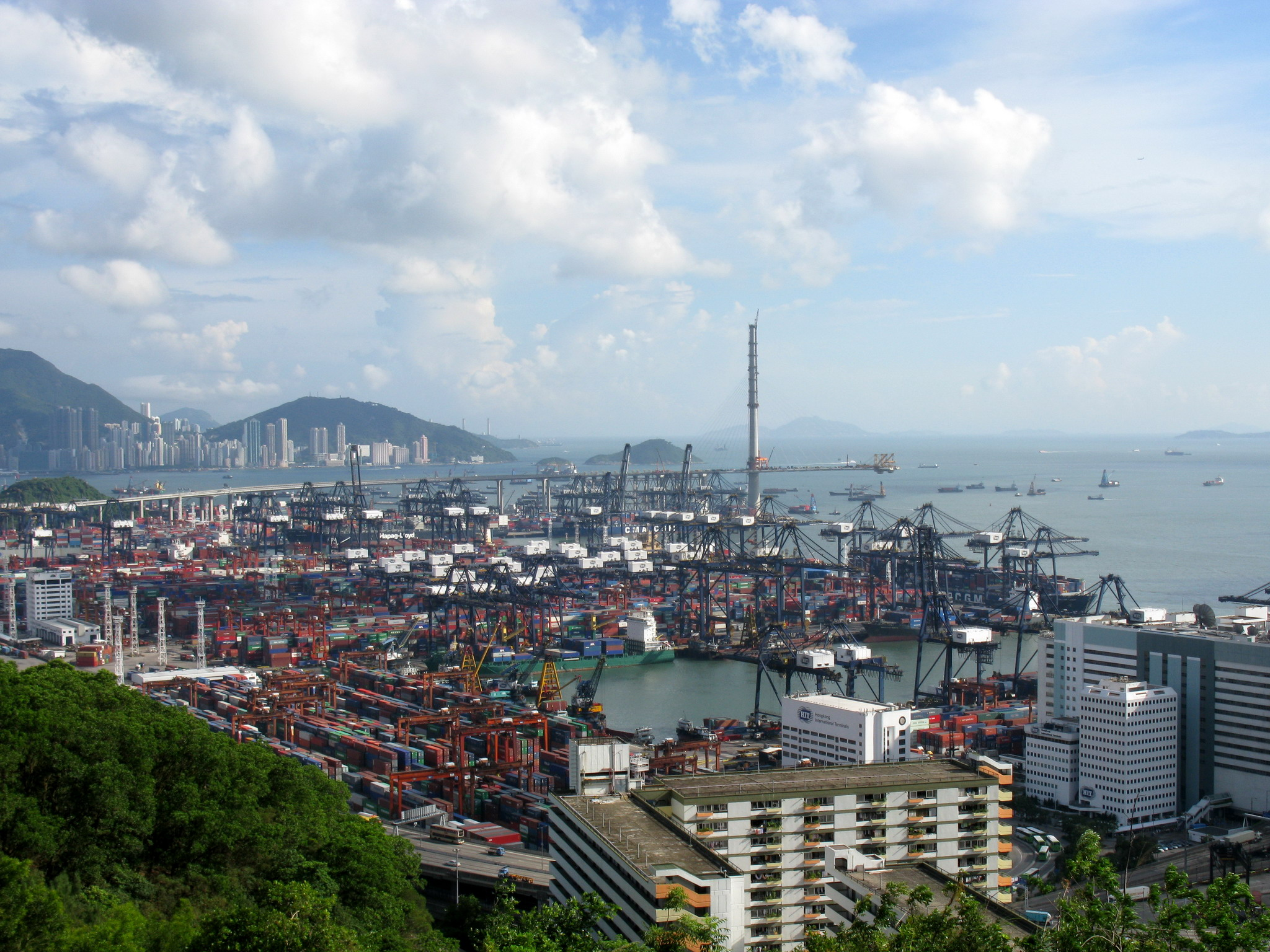
محطات الحاويات في كواي تشونغ، هونغ كونغ

وفقًا لتقديرات عام 2019، لا يزال الطريق البري لطريق الحرير مشروعًا متخصصًا ولا يزال الجزء الأكبر من تجارة طريق الحرير يتم عن طريق البحر. وتعود الأسباب في المقام الأول إلى تكلفة نقل الحاويات. ويعتبر طريق الحرير البحري أيضًا جذابًا بشكل خاص للتجارة لأنه، على عكس طريق الحرير البري الذي يمر عبر آسيا الوسطى ذات الكثافة السكانية المنخفضة، هناك من ناحية عدد أكبر بكثير من الدول في الطريق إلى أوروبا ومن ناحية أخرى تسليم أسواقها وفرص التنمية وأعداد السكان أكبر بكثير. على وجه الخصوص، هناك العديد من الروابط البرية مثل ممر بنجلاديش - الصين - الهند - ميانمار (BCIM). نظرًا لجاذبية هذا الطريق البحري المدعوم حاليًا والاستثمارات ذات الصلة، كانت هناك تحولات كبيرة في السلاسل اللوجستية لقطاع الشحن في السنوات الأخيرة.

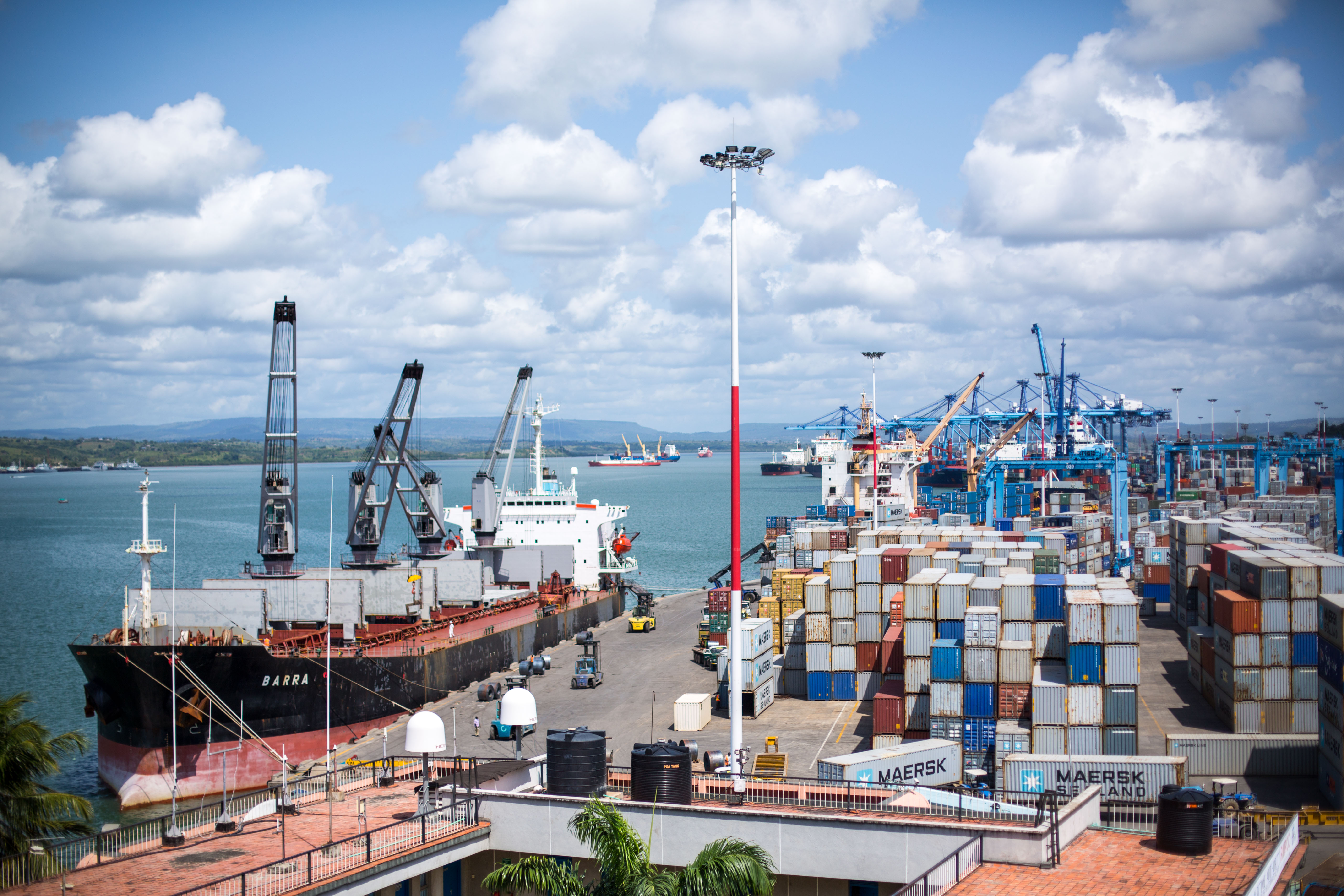
ميناء مومباسا على المحيط الهندي في كينيا

من وجهة النظر الصينية، تعد إفريقيا مهمة كسوق ومورد للمواد الخام ومنصة لتوسيع طريق الحرير الجديد - يجب تضمين سواحل إفريقيا. في ميناء مومباسا الكيني، حيث أقامت الصين خط سكة حديد وطريق يصل إلى الداخل وإلى العاصمة نيروبي. وفي الشمال الشرقي من مومباسا يتم بناء ميناء كبير به 32 رصيفًا بما في ذلك منطقة صناعية مجاورة بما في ذلك البنية التحتية مع ممرات مرور جديدة إلى جنوب السودان وإثيوبيا. وفي باجامويو، تنزانيا يتم بناء ميناء حديث للمياه العميقة ومدينة تابعة ومطار ومنطقة صناعية وفي اتجاه البحر الأبيض المتوسط، ويتم إنشاء منطقة تيدا مصر الاقتصادية الخاصة بالقرب من مدينة عين سوشنة الساحلية المصرية كمشروع صيني مصري مشترك.

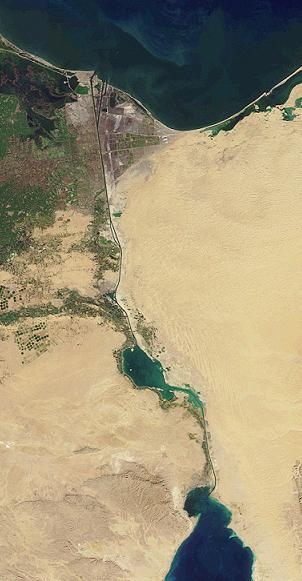
قناة السويس

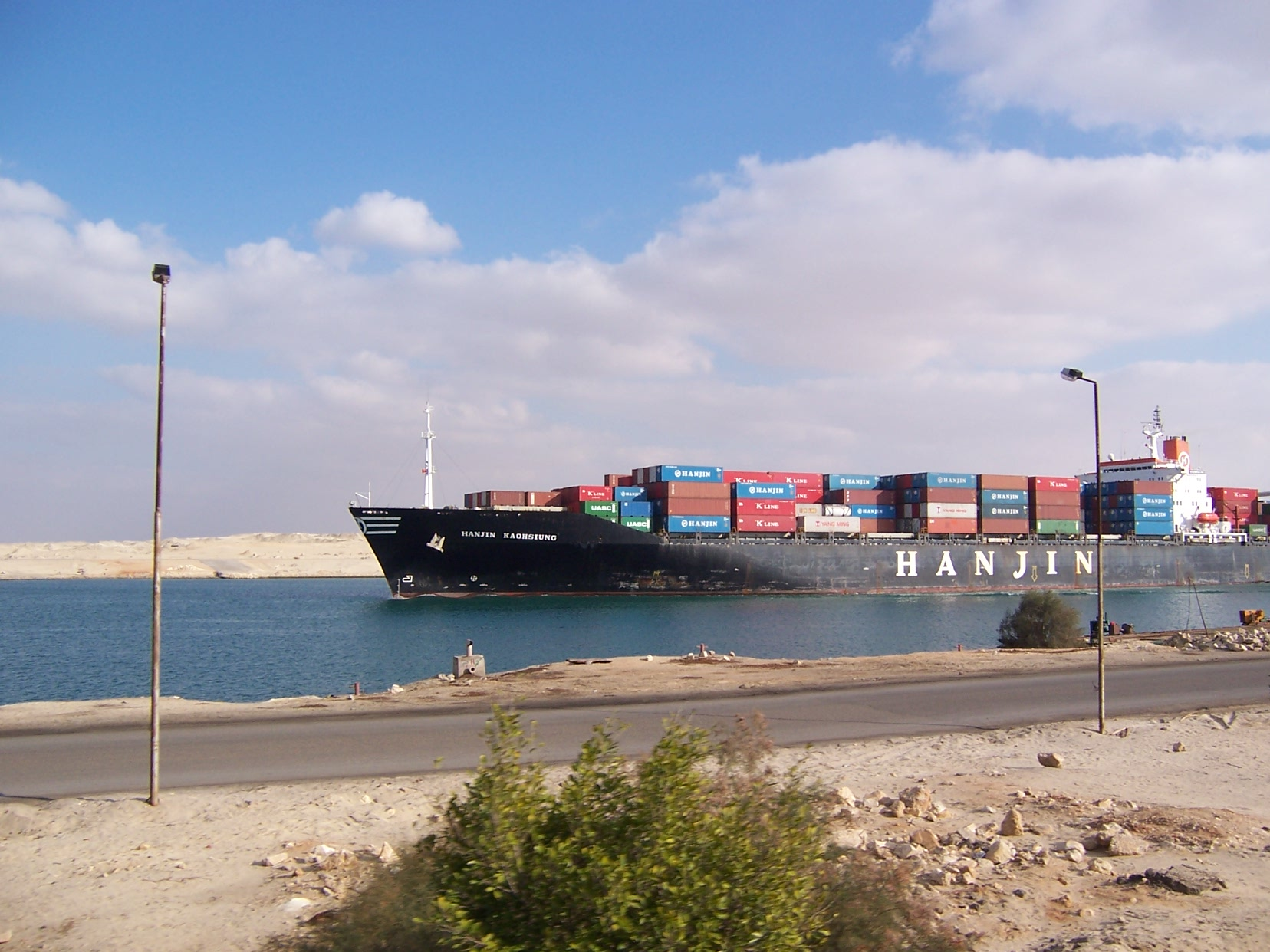
سفينة حاويات عابرة لقناة السويس

كجزء من إستراتيجيتها لطريق الحرير تشارك الصين في مناطق واسعة من إفريقيا في بناء وتشغيل طرق القطارات والطرق والمطارات والصناعة، وقد تم بناء السدود بمساعدة صينية في العديد من البلدان مثل زامبيا وإثيوبيا وغانا. وفي نيروبي تمول الصين بناء أطول مبنى في أفريقيا وهي أبراج بيناكل. وباستثمارات صينية بقيمة 60 مليار دولار لإفريقيا تم الإعلان عنها في سبتمبر 2018، يتم إنشاء أسواق مبيعات من ناحية وتعزيز الاقتصاد المحلي، ومن ناحية أخرى يتم توفير المواد الخام الأفريقية للصين.
أحد الجسور الصينية في أوروبا هو ميناء بيرايوس، حيث ستستثمر الشركات الصينية ما مجموعه 350 مليون يورو مباشرة في مرافق الموانئ هناك بحلول عام 2026 و200 مليون يورو أخرى في المشاريع المرتبطة مثل الفنادق. تريد الصين مواصلة الاستثمار في أوروبا من خلال ميناء المياه العميقة في سينيس في البرتغال، وبشكل خاص في إيطاليا وهناك في مركز الخدمات اللوجستية الأدرياتيكي حول ترييستي البندقية، وهي نقطة النهاية الأوروبية ذات الأهمية التاريخية لطريق الحرير البحري، ولها أهمية تجارية أقل فأقل اليوم بسبب العمق الضحل أو الطمي لمينائها.

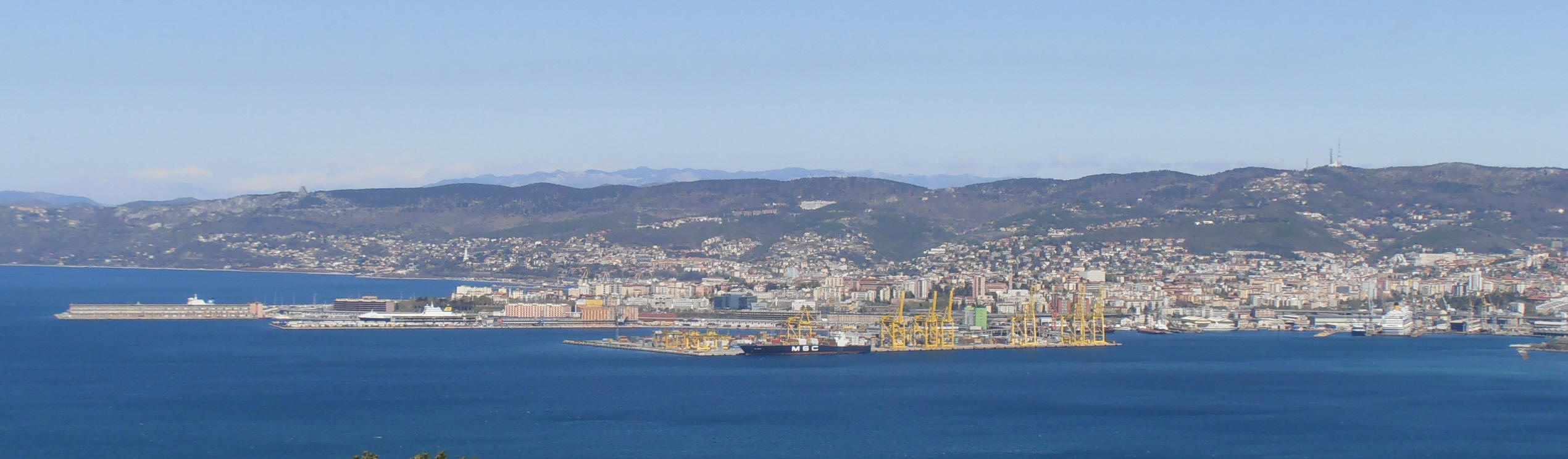
ميناء تريست

توفر المنطقة الحرة الدولية في ترييستي مناطق خاصة للتخزين والمناولة والمعالجة وكذلك مناطق عبور للبضائع،  وفي الوقت نفسه تستثمر شركات الخدمات اللوجستية والشحن في تقنيتها ومواقعها للاستفادة من التطورات المستمرة. وينطبق هذا أيضًا على الاتصالات اللوجستية بين تركيا وميناء ترييستي المجاني، والتي تعتبر مهمة لطريق الحرير ومن هناك بالقطار إلى روتردام وزيبروغ.
وهناك أيضًا تعاون مباشر بين تريست وبيتيمبورغ ومقاطعة سيتشوان الصينية، في حين أن خطوط القطارات المباشرة من الصين إلى أوروبا، مثل من تشنغدو إلى فيينا برا، راكدة جزئيًا أو متوقفة، هناك (اعتبارًا من عام 2019) خطوط سكك حديدية أسبوعية جديدة بين وولفورت أو نورمبرغ وتريست أو بين تريست وفيينا ولينز على البحر طريق الحرير.
هناك أيضًا مشاريع بنية تحتية واسعة النطاق داخل أوروبا لتكييف التدفقات التجارية مع الاحتياجات الحالية. وقد تم تحديد المشاريع الملموسة (بالإضافة إلى تمويلها)، والتي تهدف إلى ضمان اتصال موانئ البحر الأبيض المتوسط مع المناطق النائية الأوروبية، من بين أمور أخرى في القمة السنوية التي تم إطلاقها في عام 2012 بين الصين ووسط وشرق أوروبا ينطبق هذا على توسيع خط السكك الحديدية بلغراد - بودابست والوصلات على محور البحر الأدرياتيكي - البلطيق، والأدرياتيكي - بحر الشمال.
ترتبط بولندا ودول البلطيق وأوروبا الشمالية وأوروبا الوسطى أيضًا بطريق الحرير البحري من خلال العديد من الروابط وبالتالي فهي مرتبطة بشبكات لوجستية عبر موانئ البحر الأدرياتيكي وبيريوس إلى شرق إفريقيا والهند والصين، وبشكل عام سيتم إعادة تنظيم وصلات السفن لعمليات نقل الحاويات بين آسيا وأوروبا على عكس حركة المرور الأطول في شرق آسيا عبر شمال غرب أوروبا فإن الطريق البحري المواجه للجنوب عبر قناة السويس باتجاه رأس جسر ترييستي يقلل من نقل البضائع لمدة أربعة أيام على الأقل.
وفقًا لدراسة أجرتها جامعة أنتويرب فإن الطريق البحري عبر ترييستي يقلل بشكل كبير من تكاليف النقل ويوضح مثال ميونيخ أن النقل هناك من شنغهاي عبر ترييستي يستغرق 33 يومًا بينما يستغرق الطريق الشمالي 43 يومًا. ومن هونج كونج يقلل الطريق الجنوبي النقل إلى ميونيخ من 37 إلى 28 يومًا، والطريق الأقصر يعد من ناحية الاستخدام الأفضل لسفن الخطوط الملاحية لشركات الشحن، ومن ناحية أخرى له مزايا بيئية كبيرة فيما يتعلق بانبعاثات ثاني أكسيد الكربون المنخفضة، ولذلك في منطقة البحر الأبيض المتوسط، حيث تلتقي المنطقة الاقتصادية للموزة الزرقاء بوصلات السكك الحديدية العاملة وموانئ المياه العميقة، يدرك Henning Vöpel مدير معهد هامبورغ الاقتصادي العالمي أن النطاق الشمالي (أي النقل عبر موانئ بحر الشمال إلى أوروبا) ليس بالضرورة هو النطاق الذي سيظل مهيمناً على المدى المتوسط.
اعتبارًا من عام 2025 سيربط نفق برينر الأساسي البحر الأدرياتيكي العلوي بجنوب ألمانيا، وبالتالي فإن ميناء ترييستي هدف خاص للاستثمارات الصينية لأنه الميناء الوحيد للمياه العميقة في وسط البحر الأبيض المتوسط لسفن الحاويات من الجيل السابع، وفي مارس 2019 وقعت شركة تشييد الاتصالات الصينية (CCCC) اتفاقيات لتعزيز موانئ ترييست وجنوة ووفقًا لذلك سيتم زيادة قدرة المناولة السنوية للميناء من 10000 إلى 25000 قطار في Trieste (مشروع Trihub) وسيتم إنشاء منصة متبادلة لتعزيز التجارة بين أوروبا والصين والتعامل معها. ويتعلق هذا الأمر أيضًا بالترويج اللوجستي بين ميناء شمال البحر الأدرياتيكي وشانغهاي أو قوانغدونغ. ويشمل ذلك أيضًا استثمارًا مجريًا للدولة بقيمة 100 مليون يورو لإنشاء مركز لوجستي بمساحة 32 هكتارًا وتمويلًا من الاتحاد الأوروبي بقيمة 45 مليون يورو في عام 2020 لتطوير نظام السكك الحديدية في المدينة الساحلية. وعلاوة على ذلك استثمرت مجموعة HHLA اللوجستية لميناء هامبورغ في المنصة اللوجستية لميناء تريست (PLT) في سبتمبر 2020. وفي عام 2020 استحوذت Duisburger Hafen AG (Duisport) أكبر مشغل للمحطات متعددة الوسائط في العالم على حصة 15٪ في محطة الشحن في Trieste.

### طريق الحرير الجليدي
بالإضافة إلى طريق الحرير البحري ورد أن روسيا والصين اتفقتا على بناء «طريق حرير الجليد» بشكل مشترك على طول طريق البحر الشمالي في القطب الشمالي الذي تعتبره روسيا جزءًا من مياهها الإقليمية.
أكملت شركة COSCO Shipping Corp الصينية عدة رحلات تجريبية على طرق الشحن في القطب الشمالي وتتعاون الشركات الصينية والروسية في استكشاف النفط والغاز في المنطقة وتعزيز التعاون الشامل في بناء البنية التحتية والسياحة والبعثات العلمية.
كان المندوبون في المؤتمر ممثلين عن القيادة الروسية والشركات (غازبروم، لوك أويل، روساتوم، روسجيولوجيا، فنشكونومبانك، مورنفتيغازبروكت، مورمانشيلف، مروحيات روسية، إلخ)، بالإضافة إلى مدققين أجانب (ديلويت، عضو في العالم الأربعة الكبار.) والمراكز الاستشارية (النرويجية Rystad Energy وغيرها).

### الشبكة الفائقة
يهدف مشروع الشبكة الفائقة إلى تطوير ست شبكات كهربائية عالية الجهد في جميع أنحاء الصين وشمال شرق آسيا وجنوب شرق آسيا وجنوب آسيا وآسيا الوسطى وغرب آسيا، حيث ستشكل موارد طاقة الرياح في آسيا الوسطى مكونًا واحدًا لهذه الشبكة.

### إضافات مقترحة
تم اقتراح الممر الاقتصادي بين بنغلاديش والصين والهند وميانمار (BCIM) ليتم تشغيله من جنوب الصين إلى ميانمار وتم تصنيفه رسميًا في البداية على أنه «وثيق الصلة بمبادرة الحزام والطريق». ومنذ منتدى الحزام والطريق الثاني في عام 2019 تم حذف BCIM من قائمة المشاريع بسبب رفض الهند المشاركة في مبادرة الحزام والطريق.

## المشاريع

الدول الموقعة على وثائق تعاون تتعلق بمبادرة الحزام والطريق

أشركت الصين 138 دولة و30 منظمة دولية في مبادرة الحزام والطريق، وتشمل مشاريع البنية التحتية الموانئ والسكك الحديدية والطرق السريعة ومحطات الطاقة والطيران والاتصالات.

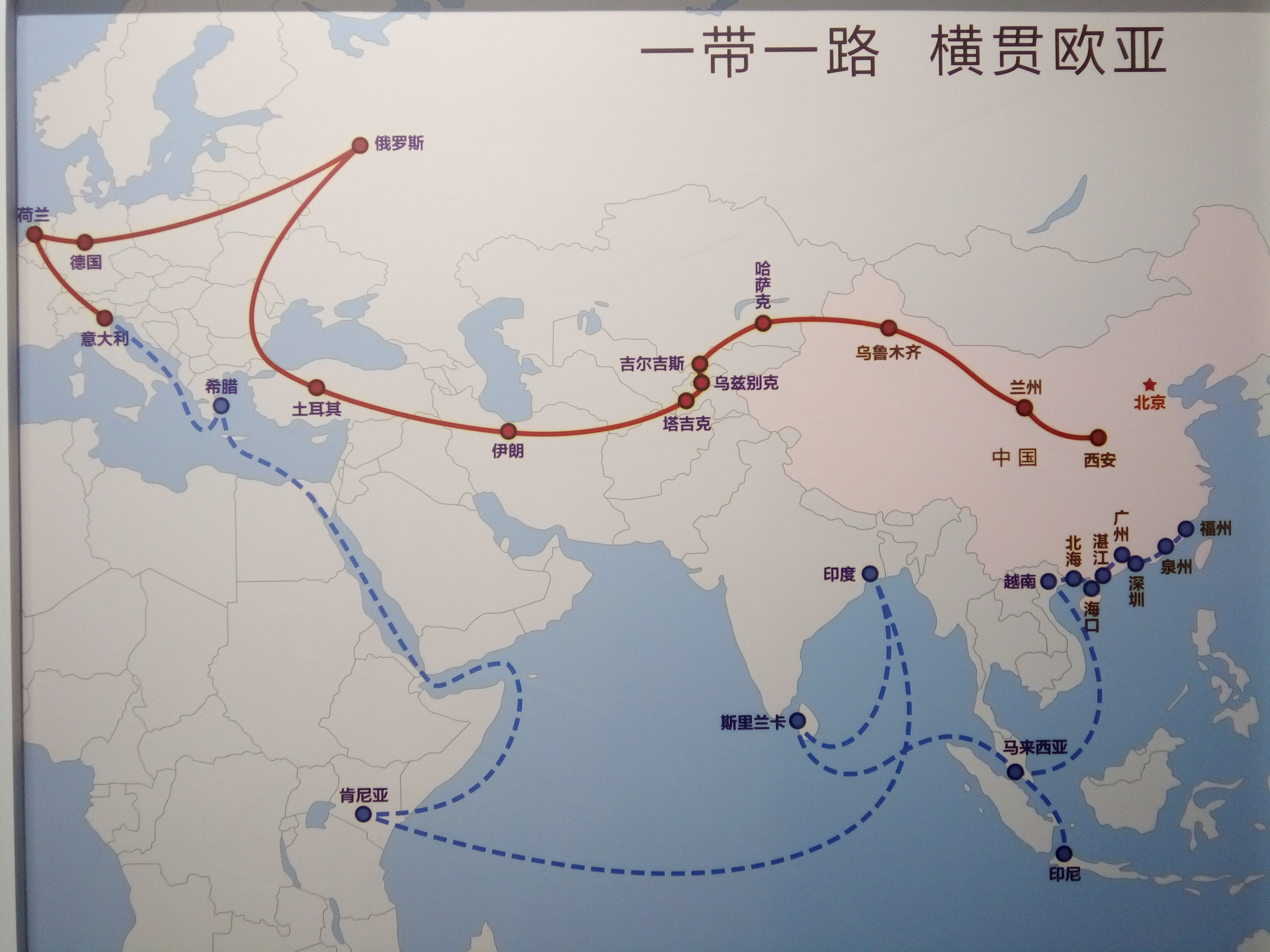
صورة توضح مسار القطار الذي يربط بكين بلندن(بالأحمر)، أهم طريق بحري (بالأزرق)

| اعمال بناء               | اعمال بناء | الاستثمار      | الاستثمار |
| ------------------------ | ---------- | -------------- | --------- |
| باكستان                  | 31.9       | سنغافورة       | 24.3      |
| نيجيريا                  | 23.2       | ماليزيا        | 14.1      |
| بنغلاديش                 | 17.5       | روسيا          | 10.4      |
| إندونيسيا                | 16.8       | إندونيسيا      | 9.4       |
| ماليزيا                  | 15.8       | كوريا الجنوبية | 8.1       |
| مصر                      | 15.3       | إسرائيل        | 7.9       |
| الإمارات العربية المتحدة | 14.7       | باكستان        | 7.6       |

### القضايا البيئية
يمكن أن يؤثر تطوير البنية التحتية للموانئ وزيادة الشحن المرتبط بمبادرة الحزام والطريق البحرية على الأنواع الحساسة والموائل البحرية مثل الشعاب المرجانية وأشجار المنغروف ومروج الأعشاب البحرية والمستنقعات المالحة.
خلال منتدى الحزام والطريق الثاني للتعاون الدولي (في أبريل 2019) تم إطلاق التحالف الدولي للتنمية الخضراء لمبادرة الحزام والطريق (BRIGC)، فهو يجمع الخبرة البيئية لجميع الشركاء لضمان أن يجلب الحزام والطريق تنمية خضراء ومستدامة طويلة الأجل لجميع البلدان المعنية دعماً لخطة التنمية المستدامة لعام 2030.

## ردود الفعل والانتقادات

### المخاوف
بدت المخاوف واضحة لدى استراليا والهند واليابان مما دفعها لخلق تحالف يحدّ من السّطوة الصّينيّة، والمباحثات بين هذه الدّول ليست بجديدة، بل هي من سنوات لتشديد الأوامر الأمنية، وتقوية التّمويل البنى التّحتيّة.
لذا انقسمت دول أوروبا بين متفائلوبا الشّرقيّة والوسطى للاستثمارات الصّينيّة واضح، حيث يرى رئيس الوزراء المجري فيكتور أورويان: أنّ البعض يعتبر يقظة الصّين وآسيا تهديداً ونحن نرى فيها مرحلة هائلة.
أما دول أوروبا الغربيّة وخاصة الشّماليّة لاتخفي قلقها من إخفاء طموح الصّين للهيمنة على العالم، ونظراً لغموض هذه المبادرة تلتزم عدّة دول أوروبيّة الحذر منها ألمانيا وفرنسا، ففي مقال لصحيفة ألمانيّة حذر رئيس الوزراء الدّنماركي السّابق أندرس فوغ راسموسين: من أنّه يخشى أن تنتبه أوروبا متأخرة عندما تصبح شرائح كاملة من البنى التّحتيّة في أوروبا الوسطى والشّرقيّة تابعة للصين.
والجّدير بالذّكر أن مرفئ بيرايوس اليوناني أحد أهم المرافئ في العالم انتقل إلى السّيطرة الصّينيّة عام 2016.
عبرت ألمانيا عن تحفظات أيضاً، حيث رأى وزير الخارجية سيغمار غابرييل في آب: إذا لم نُحضر استراتيجيّة في مواجهة الصّين، فإنّها ستنجح في تقسيم أوروبا.
أما فرنسا وفق وكالة الصّحافة الفرنسيّة فإنّها تتخذ موقفاً وسطياً حيث قال وزير الخارجيّة الفرنسيّة جان إيڤ لودريان إنّ هدف فرنسا ليس قطع الطّريق على الصّين، ولكن يجب إقامة شراكة تستند إلى المعاملة بالمثل في فتح الأسواق، وأشار إلى أنّ المحادثات الصينيون يفضلون صيغة (الكل رابحون، لمَ لا) شرط ألّا تكون الجهة نفسها رابحة مرتين.
قالت إليس إيكمان مسؤولة نشاطات الصّين في المعهد الفرنسي للعلاقات الدوليّة بالنّسبة للحكومة الصّينيّة فإنّه مشروع للدبلوماسيّة الاقتصاديّة والاتصال.

### الدعم
حتى الآن أصدرت أكثر من 130 دولة موافقتها على الخطة، وكانت موسكو شريكًا مبكرًا للصين ولدى روسيا والصين الآن 150 مشروعًا مشتركًا بما في ذلك خطوط أنابيب الغاز الطبيعي وطريق الحرير القطبي. وفي مارس 2015 أكد النائب الأول لرئيس الوزراء الروسي إيغور شوفالوف أنه «لا ينبغي لروسيا أن تنظر إلى الحزام الاقتصادي لطريق الحرير باعتباره تهديدًا لمجال نفوذها الإقليمي التقليدي [...] ولكن باعتباره فرصة للاتحاد الاقتصادي الأوراسي».
لا تحتاج سنغافورة إلى تمويل خارجي ضخم أو مساعدة فنية لبناء البنية التحتية المحلية، ولكنها أيدت مرارًا مبادرة الحزام والطريق وتعاونت في المشاريع ذات الصلة في السعي لتحقيق أهمية عالمية وتعزيز العلاقات الاقتصادية مع المستفيدين من مبادرة الحزام والطريق. وهناك عامل دفاعي استراتيجي وهو التأكد من أن الصين ليست العامل الوحيد المهيمن في الاقتصاد الآسيوي.
بينما كانت الفلبين تاريخياً مرتبطة ارتباطًا وثيقًا بالولايات المتحدة، سعت الصين إلى دعم مبادرة الحزام والطريق فيما يتعلق بالسعي إلى الهيمنة في بحر الصين الجنوبي، وقد عدلت الفلبين سياستها لصالح المطالبات الصينية في بحر الصين الجنوبي في عهد الرئيس الفلبيني رودريغو روا دوتيرتي الذي يتوقع دعم خططه للتوسع الهائل في البنية التحتية.
في أبريل 2019 وأثناء المنتدى العربي الثاني للإصلاح والتنمية، انخرطت الصين في مجموعة من الشراكات بعنوان «بناء الحزام والطريق، ومشاركة التنمية والازدهار» مع 18 دولة عربية، حيث يرى الموقف العام للدول الأفريقية أن مبادرة الحزام والطريق فرصة هائلة للاستقلال عن المساعدات الخارجية والنفوذ.
تتعامل اليونان وكرواتيا و14 دولة أخرى في أوروبا الشرقية بالفعل مع الصين في إطار مبادرة الحزام والطريق. وفي مارس 2019 كانت إيطاليا أول عضو في مجموعة الدول السبع ينضم إلى مبادرة الحزام والطريق، حيث وقع الشركاء الجدد على مذكرة تفاهم بقيمة 2.5 يورو مليار عبر مجموعة من القطاعات مثل النقل واللوجستيات والبنية التحتية للموانئ.

### المعارضة
تقترح الولايات المتحدة مبادرة مضادة تسمى «إستراتيجية المحيطين الهندي والهادئ الحرة والمفتوحة» (FOIP)، وأوضح المسؤولون الأمريكيون الإستراتيجية على أنها تشتمل على ثلاث ركائز وهي الأمن، والاقتصاد، والحكم. وفي بداية شهر حزيران (يونيو) 2019 تمت إعادة تعريف التعريفين العامين لكل من «الحر» و«الانفتاح» في أربعة مبادئ معلنة - احترام السيادة والاستقلال؛ الحل السلمي للنزاعات؛ التجارة الحرة والعادلة والمتبادلة؛ والالتزام بالقواعد والمعايير الدولية.
عارض المسؤولون الحكوميون في الهند مرارًا وتكرارًا مبادرة الحزام والطريق الصينية، خاصة لأنهم يعتقدون أن مشروع «الممر الاقتصادي الصيني الباكستاني» (CPEC) يتجاهل مخاوف نيودلهي الأساسية بشأن السيادة وسلامة الأراضي، حيث يفترض أن يمر عبر إقليم كشمير المتنازع عليه بين الهند وباكستان.

#### اتهامات بالاستعمار الجديد وفخ الديون
كان هناك قلق من كون المشروع شكلاً من أشكال الاستعمار الجديد، حيث اتهمت بعض الحكومات الغربية مبادرة الحزام والطريق بأنها استعمار جديدة بسبب ما تزعم أنه ممارسة الصين لدبلوماسية فخ الديون لتمويل مشاريع البنية التحتية، وقد تم إنشاء فكرة الدبلوماسية فخ الديون من قبل المفكرين الهنود، وتدعي الصين أن المبادرة قد وفرت أسواقًا للسلع الأساسية وحسنت أسعار الموارد وبالتالي قللت من التفاوتات في التبادل وحسنت البنية التحتية وخلقت فرص العمل وحفزت التصنيع، ووسعت نقل التكنولوجيا، وبالتالي أفادت البلدان المضيفة. ومع ذلك دراسات الخبراء الاقتصاديين في ممارسات الصين وجدت أن أنماط الإقراض المصرفي الصيني تعمد إلى مصيدة الحكومات لاكتساب فرص إستراتيجية للصين.  ووفقًا لشيلاني «من الواضح أن هذا جزء من رؤية الصين الجيوستراتيجية». تم تسمية سياسة التنمية الخارجية للصين بدبلوماسية مصيدة الديون لأنها بمجرد فشل الاقتصادات المدينة في خدمة قروضها، يقال أنها تتعرض لضغوط لدعم المصالح الجيوستراتيجية للصين.
وقال الرئيس التنزاني جون ماجوفولي إن اتفاقيات قروض مشروعات مبادرة الحزام والطريق في بلاده «استغلالية ومحرجة»،  وقال إن الممولين الصينيين وضعوا «شروطا قاسية لا يمكن قبولها إلا من قبل المجانين» حيث طلب من حكومته منحهم ضمانًا لمدة 33 عامًا وعقد إيجار شامل لمدة 99 عامًا لبناء ميناء، وقال ماجوفولي إن المقاولين الصينيين أرادوا الاستيلاء على الأرض كأرضهم لكن يتعين على حكومته تعويضهم عن حفر تشييد المشروع.
يعتبر مصيدة مبادرة الحزام والطريق بُعدًا اقتصاديًا لإستراتيجية شريحة السلامي في الصين،  حيث أن تكتيك تشريح السيادة الصيني يضعف سيادة الدول المستهدفة بشكل أساسي باستخدام فخ الديون، حيث ضغطت بكين على الديون المحاصرة في طاجيكستان لتسليم 1158 كيلومترًا مربعًا من الأراضي التي لا تزال تدين للصين بـ 1.2 مليار دولار أمريكي من إجمالي ديون 2.9 مليار دولار. ولدى الدول الأخرى مخاطر مماثلة لتقطيع السيادة وهي باكستان ومدغشقر ومنغوليا وجزر المالديف وقيرغيزستان والجبل الأسود ولاوس التي تقع بشكل كبير في فخ الديون الصينية.
كانت فيتنام تاريخياً على خلاف مع الصين، لذلك كانت غير حاسمة بشأن دعم أو معارضة مبادرة الحزام والطريق، فيما حاولت كوريا الجنوبية تطوير «مبادرة أوراسيا» (EAI) لتكون رؤيتها الخاصة للربط بين الشرق والغرب وكان الهدف الرئيسي للرئيسة بارك كون هي تشجيع تدفق التفاعل الاقتصادي والسياسي والاجتماعي من أوروبا عبر شبه الجزيرة الكورية. وأعلن خليفتها الرئيس مون جاي إن عن مبادرته الخاصة بالسياسة الخارجية وهي «السياسة الجنوبية الجديدة» (NSP)، التي تسعى إلى تعزيز العلاقات مع جنوب شرق آسيا.
بينما انضمت إيطاليا واليونان إلى مبادرة الحزام والطريق، أعرب القادة الأوروبيون عن آراء متناقضة، حيث أعلنت المستشارة الألمانية أنجيلا ميركل أن مبادرة الحزام والطريق «يجب أن تؤدي إلى نوع من المعاملة بالمثل وما زلنا نتجادل حول هذه النقطة». وفي كانون الثاني (يناير) 2019 قال الرئيس الفرنسي إيمانويل ماكرون: «طرق الحرير القديمة لم تكن قط صينية فقط ... فالطرق الجديدة لا يمكن أن تسير في اتجاه واحد فقط»، وقد وقع رئيس المفوضية الأوروبية جان كلود يونكر ورئيس الوزراء الياباني شينزو آبي اتفاقية بنية تحتية في بروكسل في سبتمبر 2019 لمواجهة مبادرة الحزام والطريق الصينية وربط أوروبا وآسيا لتنسيق البنية التحتية والنقل والمشاريع الرقمية.
في عام 2018 وقع رئيس وزراء ولاية فيكتوريا في جنوب شرق أستراليا دانيال أندروز مذكرة تفاهم بشأن مبادرة الحزام والطريق لإقامة علاقات بنية تحتية وتعزيز العلاقات مع الصين. ووصف وزير الداخلية بيتر داتون مبادرة الحزام والطريق بأنها «مبادرة دعائية من الصين» تجلب «قدرًا هائلاً من التدخل الأجنبي» و«تحتاج فيكتوريا إلى توضيح سبب كونها الدولة الوحيدة في الدولة التي دخلت في هذه الاتفاقية»، وقال رئيس الوزراء سكوت موريسون إن فيكتوريا كانت تدخل منطقة سياسة الحكومة الفيدرالية، «لم نؤيد هذا القرار في الوقت الذي اتخذوا فيه الاتفاقية. وتحدد الحكومة الفيدرالية قضايا المصلحة الوطنية المتعلقة بالشؤون الخارجية، وأنا أحترم اختصاصها عندما يتعلق الأمر بالقضايا المسؤولة عنها، ودائمًا ما كانت الممارسة المعتادة أن تحترم الدول وتعترف بدور الحكومة الفيدرالية في تحديد السياسة الخارجية».

### مختلطة
كانت فيتنام تاريخياً على خلاف مع الصين، لذلك كانت غير حاسمة بشأن دعم أو معارضة مبادرة الحزام والطريق.

## المؤسسات البحثية
يهدف تحالف الجامعات لطريق الحرير المتمركز في جامعة Xi'an Jiaotong إلى دعم مبادرة الحزام والطريق بالبحث والهندسة، ولتعزيز التفاهم والتبادل الأكاديمي تم إطلاق مؤسسة فكرية فرنسية وهي Fondation France Chine (مؤسسة فرنسا الصينية) والتي تركز على دراسة طرق الحرير الجديدة في عام 2018 وتوصف بأنها مؤيدة للحزام والطريق ومبادرة مؤيدة للصين.

## روابط خارجية
- أول قطار من الصين إلى لندن
- الموقع الرسمي من قبل مجلس الدولة
- الموقع الرسمي لمكتب المجموعة الرائدة لمبادرة الحزام والطريق
- مبادرة الحزام والطريق - هونج كونج
- مبادرة الحزام والطريق - South China Morning Post